# 范玉石医科大学
范玉石医科大学是越南的一所公立醫科大学，根据政府总理的24/QĐ-TTg号决定於2008年1月7日獲承認為大學。

## 历史
大学校的前身是医务工作者的训练中心，根据政府总理的59/CT号决定成立于1989年3月15日。

## 外部連接
- Official website （页面存档备份，存于）
- Falcuty of Nursing and Medical Technology （页面存档备份，存于）

10°46′25″N 106°39′55″E / 10.7737°N 106.6654°E